# Staines-upon-Thames
Staines-upon-Thames, denominata Staines fino al 2012 è una città di 24 097 abitanti della contea del Surrey, sul fiume Tamigi, in Inghilterra. In precedenza la cittadina era parte della contea del Middlesex, contea abolita nel 1965.
La cittadina risale all'epoca romana quando era identificata con il nome di "Ad Pontes" per indicare la presenza di uno dei pochi ponti sul fiume Tamigi presenti all'epoca. La prima menzione del nome risale a una bolla sassone (Saxon Charter) del 969. Nella Domesday Survey del 1086 il villaggio è registrato come soggetto alla proprietà dell'abate (Abbot) di St. Peter, Westminster. Nel medioeveo, in città si tenevano tre fiere annuali.
Di particolare interesse storico è la London Stone, ovvero il monumento che indicava il confine più occidentale della giurisdizione della City di Londra sul fiume Tamigi. Immancabilmente, Staines è sempre stata associata al traffico fluviale sul Tamigi e come punto di attraversamento del fiume. Ci sono riferimenti del XIII secolo a lavori di riparazione del ponte di legno. Inoltre, un dipinto del 1792, mostra un ponte di legno che di li a poco sarà smantellato. Il ponte attuale, conosciuto come "Staines Bridge", fu disegnato da Sir John and George Rennie, ed è stato inaugurato nel 1832 dal re Guglielmo IV (William IV) e dalla regina Adelaide. Anche l'iconica Clarence Street venne costruita nello stesso periodo risultando in un ottimo esempio di cittadina mercato del periodo i cui edifici ancora oggi testimoniano la funzionale bellezza.
Negli anni Novanta, Staines divenne molto celebre in Gran Bretagna e suo malgrado, per le gag comiche del personaggio Ali G impersonato dal comico britannico Sasha Baron Cohen. Ali G, il film, fu anche girato a Staines.
La località ha diversi parchi e riserve d'acqua ben visibili dall'alto. A Staines si possono trovare inoltre tipici pub inglesi e centri commerciali ed è oggetto di una notevole estensione urbanistica grazie anche alla spinta che riceve dalla vicinanza con l'aeroporto di Heathrow e dalla sede di diverse multinazionali sul suo territorio.
Da un punto di vista amministrativo è divisa tra il Local Council di Spelthorne e quello di Runnymede.